# Semiz Ali Paša
Semiz Ali Paša (? – 28. června 1565) byl osmanský státník bosenského původu. Od roku 1561 až do své smrti byl i velkovezírem. V letech 1549-53 byl guvernérem Egypta. Narodil se ve vesnici Prača v Bosně a na postu velkovezíra nahradil Rüstema Pašu. Po dokončení palácové školy, zastával nejvyšší funkce v říši.
Jeho epitet Semiz znamená v turečtině tlustý. Oženil Ayşe Hümaşah Sultan, dceru Rüstema Paši a Mihrimah Sultan, dcery sultána Sulejmana I.
V roce 1561 vyjednal se zástupci Svaté říše římské příměří a následující rok byl uzavřen ve Vídni mír.